# Comuna Răsuceni, Giurgiu
Răsuceni este o comună în județul Giurgiu, Muntenia, România, formată din satele Carapancea, Cucuruzu, Răsuceni (reședința) și Satu Nou.

## Așezare
Comuna se află în extremitatea vestică a județului, pe malul drept al Câlniștei, la limita cu județul Teleorman. Este străbătută de șoseaua județeană DJ503, care duce spre sud-est la Toporu, Stănești și Giurgiu (unde se termină în DN5B), și spre nord-vest în județul Teleorman la Drăgănești-Vlașca (unde se intersectează cu DN6), Botoroaga, Moșteni, Videle, Blejești, Purani, Siliștea, Poeni, apoi mai departe în județul Dâmbovița de Șelaru, și în județul Argeș de Slobozia, Mozăceni, Negrași, Rociu, Oarja (unde are un nod pe autostrada A1 și Căteasca. De asemenea, prin comună trece și șoseaua județeană DJ503A, care duce spre nord-vest în Teleorman la Drăgănești-Vlașca și spre sud-est la Izvoarele, Stănești și Giurgiu.
Prima filmare din dronă 4k a fost realizată în anul 2020, aceasta oferind o perspectivă unică asupra satului și a terenurilor situate în extravilanul acestuia.

## Demografie
Componența etnică a comunei Răsuceni
     Români (85,96%)
     Romi (3,96%)
     Alte etnii (10,07%)
Componența confesională a comunei Răsuceni
     Ortodocși (89,09%)
     Alte religii (0,28%)
     Necunoscută (10,63%)
Conform recensământului efectuat în 2021, populația comunei Răsuceni se ridică la 2.144 de locuitori, în scădere față de recensământul anterior din 2011, când fuseseră înregistrați 2.652 de locuitori. Majoritatea locuitorilor sunt români (85,96%), cu o minoritate de romi (3,96%). Din punct de vedere confesional, majoritatea locuitorilor sunt ortodocși (89,09%), iar pentru 10,63% nu se cunoaște apartenența confesională.

## Politică și administrație
Comuna Răsuceni este administrată de un primar și un consiliu local compus din 11 consilieri. Primarul, Costel Spălatu[*], de la Partidul Național Liberal, este în funcție din 2012. Începând cu alegerile locale din 2024, consiliul local are următoarea componență pe partide politice:
|  | Partid                    | Consilieri | Componența Consiliului | Componența Consiliului | Componența Consiliului | Componența Consiliului | Componența Consiliului | Componența Consiliului | Componența Consiliului | Componența Consiliului | Componența Consiliului | Componența Consiliului |
|  | ------------------------- | ---------- | ---------------------- | ---------------------- | ---------------------- | ---------------------- | ---------------------- | ---------------------- | ---------------------- | ---------------------- | ---------------------- | ---------------------- |
|  | Partidul Național Liberal | 10         |                        |                        |                        |                        |                        |                        |                        |                        |                        |                        |
|  | Partidul Social Democrat  | 1          |                        |                        |                        |                        |                        |                        |                        |                        |                        |                        |

## Istorie
La sfârșitul secolului al XIX-lea, comuna făcea parte din plasa Câlniștea a județului Vlașca și era formată din satele Gostieni, Asan Aga, Răsucenii de Jos și Răsucenii de Sus, având în total 2089 de locuitori. Existau în comună o școală mixtă cu 77 de elevi, patru biserici și trei mori cu aburi. La acea vreme, pe teritoriul actual al comunei mai funcționa în plasa Marginea a aceluiași județ și comuna Cucuruzu, formată doar din satul de reședință cu mahalalele Cucuruzu de Jos și Cucuruzu de Sus, având 1752 de locuitori. Existau și aici două biserici și o școală mixtă cu 55 de elevi (din care 35 fete), iar principalul proprietar de pământ era Nicolae Gherassi.
Anuarul Socec din 1925 consemnează ambele comune plasa Câlniștea, comuna Răsuceni având 2580 de locuitori în satele Răsucenii de Jos și Răsucenii de Sus, după ce celelalte sate s-au desprins pentru a forma comuna Asan-Aga; și comuna Cucuruzu având în satul ei 2872 de locuitori.
În 1950, comunele au fost transferate raionului Giurgiu și apoi (după 1952) raionului Drăgănești-Vlașca din regiunea București, pe teritoriul comunei Răsuceni apărând și satul Satu Nou (organizat în urma reformei agrare din 1921). În 1968, ele au trecut la județul Ilfov, iar comuna Cucuruzu a fost desființată, satul ei trecând la comuna Răsuceni, comună care la acea dată conținea și satul Carapancea, preluat de la fosta comună Prunaru; tot atunci, satele Răsucenii de Jos și Răsucenii de Sus au fost comasate, rezultând satul Răsuceni. În 1981, o reorganizare administrativă regională a dus la transferarea comunei la județul Giurgiu.
Comuna Răsuceni are în componența actuală patru sate: Răsuceni, Carapancea, Satu Nou și Cucuruzu. Actualul sat Răsuceni este format din îmbinarea satelor Răsuceni de Sus, denumit astfel datorită poziționării sale în amonte pe cursul râului Câlniștea, și Răsuceni de Jos, situat în aval, pe cursul aceluiași râu. Cele două vechi sate sunt delimitate de un pod, numit local "Podul de blană", care traversează râul Câlniștea. Comuna Răsuceni este situată la confluența câmpiilor Burnazului cu câmpia Găvanu-Burdea. 
Tipul de sol prezent cel mai ades în zonă este cernoziomul cambic, cel mai fertil tip de sol din țară. Acesta este negru și format prin depuneri aluvionare, fapt ce îl face foarte fertil. 
Vegetația întâlnită este cea specifică silvo-stepei, cu etaje forestiere formate din stejar, salcâm și gorun, pâlcurile de pădure alternând cu plante adaptate stepei (maci, cicoare, știr, pălamidă, pir, etc.)

## Monumente istorice
Șase obiective din comuna Răsuceni sunt incluse în lista monumentelor istorice din județul Giurgiu ca monumente de interes local. Cinci dintre ele sunt clasificate ca monumente de arhitectură: biserica „Sfinții Împărați Constantin și Elena” (1830); școala veche (1880), ambele din Cucuruzu; biserica „Adormirea Maicii Domnului” (1883); biserica „Sfântul Nicolae” (1876); și conacul Ion Barbu Arion (1900), fosta primărie, ultimele trei din satul Răsuceni. Celălalt obiectiv, clasificat ca monument memorial sau funerar, este cimitirul vechi cu cruci de piatră datând din secolele al XVIII-lea–al XIX-lea, aflat „la Ostrov” în zona satului Cucuruzu.

## Personalități născute aici
- Rodica Popescu Bitănescu (n. 1938), actriță.